# Pingasa herbuloti
Pingasa herbuloti là một loài bướm đêm trong họ Geometridae.